# Rimetti a noi i nostri debiti
Rimetti a noi i nostri debiti ('vergeef ons onze schulden') is een Italiaanse dramafilm onder regie van Antonio Morabito. De film ging op 4 mei 2018 in première op Netflix. Het is de eerste Italiaanse film die exclusief voor Netflix werd geproduceerd.

## Verhaal
Guido is een voormalig ICT-er die probeert te overleven nadat het bedrijf waarvoor hij werkte failliet ging. Als magazijnmedewerker wordt hij snel ontslagen. Hij komt in moeilijkheden vanwege de schulden die hij heeft en probeert troost te vinden in de whisky die hij drinkt in de bar waar Rina werkt en bij zijn buurman, een professor. De professor helpt Guido wanneer hij kan en spreekt gepassioneerd over biljart als een middel om zijn theorieën over politiek en economie uit te leggen.
Op een avond wordt Guido in elkaar geslagen door een man die hem beveelt zijn schulden te betalen. Guido ziet maar één oplossing: hij gaat naar de financieringsmaatschappij die zijn dossier in handen heeft en biedt aan om voor hen te werken totdat zijn schulden zijn afbetaald. Franco, een expert in het innen van schulden, gaat in eerste instantie met tegenzin Guido het vak leren. Ze leren elkaar geleidelijk beter kennen en Guido leert van Franco hoe de schuldenaars te achtervolgen, lastig te vallen en 's nachts in elkaar te slaan.
Op een avond moet Guido zelf een schuldenaar in elkaar slaan. Hij raakt erdoor van streek, maar langzaamaan begint Guido vertrouwd te raken met zijn nieuwe baan. Guido neemt Franco mee naar het magazijn waar hij werkte en neemt wraak op zijn voormalige baas terwijl Franco van afstand toekijkt. Guido blijft twijfel houden over Franco's methoden en het werk dat ze doen, mede door de zelfmoord van een schuldenaar die ze bezoeken.
Op een middag staan Franco en Guido op een kerkhof te wachten op een schuldenaar. Tot Guido's verbazing is de schuldenaar de professor, die geld schuldig is aan de financieringsmaatschappij waarvoor zij werken. In de moeilijke situatie die ontstaat besluit Guido de schuld van de professor op zich te nemen en als afgelost te beschouwen. Nadat hij ruzie krijgt met Franco en zegt dat hij nooit kan zijn zoals hij, spoedt Guido zich naar de bar om Rina te ontmoeten maar ontdekt hij dat ze Italië heeft verlaten.

## Rolverdeling
- Claudio Santamaria als Guido
- Marco Giallini als Franco
- Jerzy Stuhr als de professor
- Flonja Kodheli als Rina
- Maddalena Crippa als Funzionaria
- Agnieszka Zulewska als Franco's vrouw
- Leonardo Nigro als Fantinari
- Giorgio Gobbi als magazijnchef